# パーシー・ビッシュ・シェリー

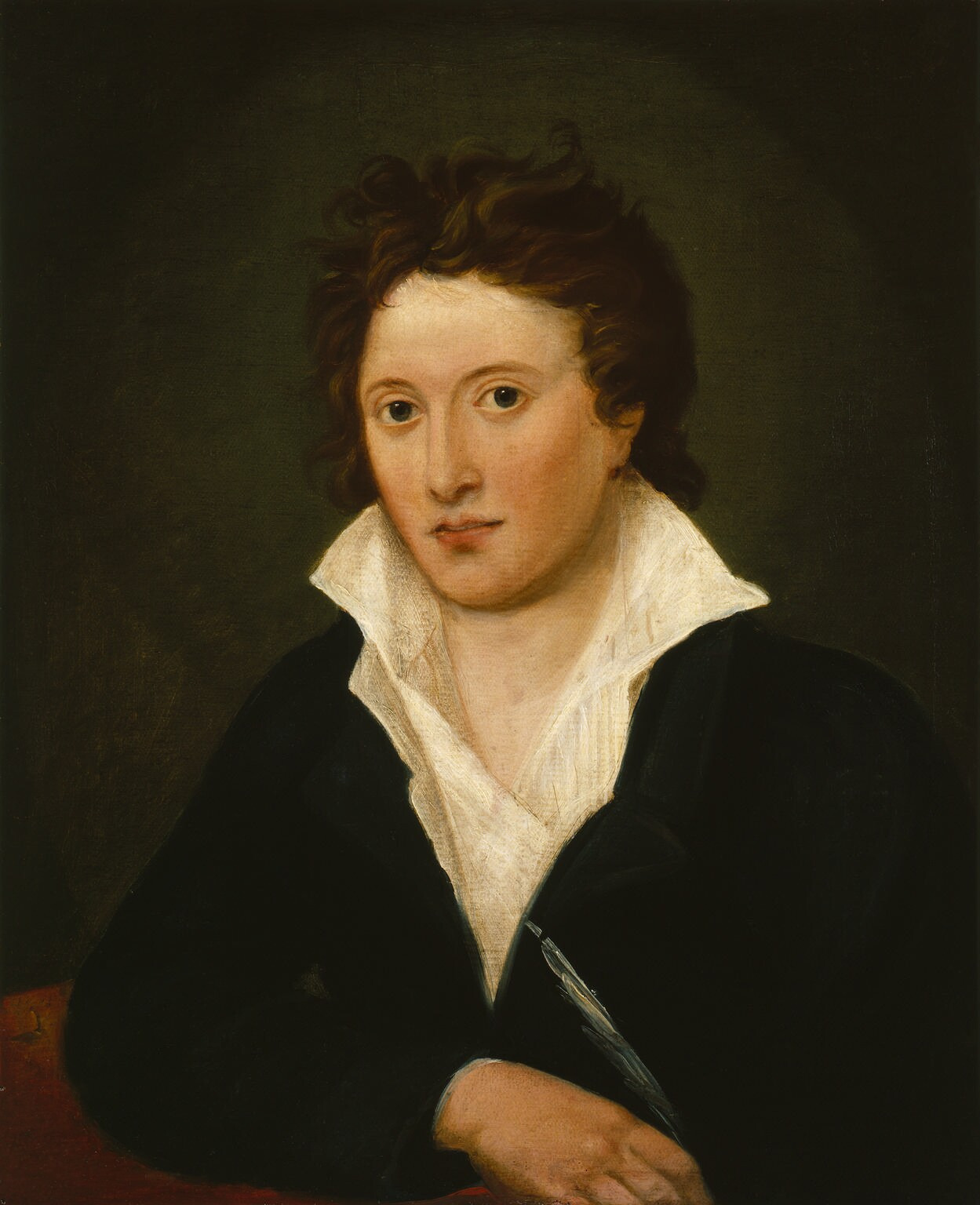
1819年のシェリー

パーシー・ビッシ・シェリー（Percy Bysshe Shelley、1792年8月4日 - 1822年7月8日）は、イングランドのロマン派詩人。小説家のメアリー・シェリーは妻。

## 生涯
サセックス州ウォーナムのフィールドプレースに富裕な貴族の長男として生まれる。早くからギリシア・ラテンの古典にディドロ、ヴォルテール、ドルバックらの啓蒙思想、ウィリアム・ゴドウィンの『政治的正義』などを読んで思想の形成を行う。イートン校在学中は上級生の「学僕（フォギング）」となる習慣に反抗し、「気違いシェリー」とあだ名されている。オックスフォード大学在学中は読書にふけるかたわら詩作を試みたが、愛する従姉ハリエット・グローブ（1791-1867）がシェリーの懐疑主義を恐れたあまり恋愛は破れ、失望しつつ因習を打破しようという気概に燃えたあまり1811年『無神論の必要』（Necessity of Atheism ）というパンフレットを書き、オックスフォードの書店で売り出すといった挙に出て、放校となる。同じ年に妹の学友ハリエット・ウェストブルック（Harriet Westbrook, 1795年 - 1816年）の学校での不遇に同情し、主義であるところの「結婚の鉄鎖」への批判を抑えて彼女と結婚する。ついでアイルランドやウェールズを放浪し、カトリックの解放を訴えたパンフレットを書く。行く先々でイギリス官憲が危険思想家シェリーの動きをひそかに監視していたとも言われている。
妻やその姉との不和が深刻になった1814年、シェリーはロンドンのウィリアム・ゴドウィン邸に足しげく通っていた。そこでゴドウィン家の娘メアリーと恋に落ちる。このときシェリーには身重の妻ハリエット（Harriet Shelley, 1795年 - 1816年）と2人の間にできた娘アイアンス（Ianthe Shelley, 1813年 - 1876年）がいた。シェリーはメアリを事実上の妻とし、本妻ハリエットを「霊の妹」として3人仲良く暮らしたいと大まじめで提案し、ハリエットに深刻なショックを与える。シェリーとメアリは、道ならぬ恋に対して予想外に激怒するゴドウィンのもとを離れ、大陸へ駆け落ちした。1814年7月28日のことである。メアリーの妹（ただし血縁関係はない）クレア・クレモントも一緒についてきた。一行はナポレオン戦争で荒廃したフランスを抜け、スイスのルツェルンへ到達したが、金に困り、ライン川下りをしてイギリスに帰国した。イングランド南部のケント州に着いたのは同年9月13日のことだった。一行はロンドンへ戻り、家を借りて3人で住んだ。
2年後の1816年、シェリーとメアリーとクレアの3人は、スキャンダルまみれの詩人ジョージ・ゴードン・バイロン卿を頼って再び大陸へ出発した。メアリーは前年にシェリーとの間の最初の子を生後11日で亡くしたのだったが、このときは生後3ヶ月の男児ウィリアムを抱えていた。またしても一緒についてきたクレア・クレモントはバイロン卿の子を身篭っていた。一行がスイス、レマン湖畔にバイロン卿が借りていた別荘ディオダティ荘（Villa Diodati）に到着したのは1816年5月14日のことだった。メアリーはこの館で小説『フランケンシュタイン』の着想を得ている（ディオダティ荘の怪奇談義）。同年秋に帰国後はキーツやウィリアム・ハズリット（William Hazlitt, 1778年 - 1830年; 本人および一族は家名を「ヘイズリット」と発音）やチャールズ・ラムと知り合う。1816年12月10日、シェリーの本妻ハリエットの遺体がロンドンのハイド・パーク内サーペンタイン・レイクで発見される。入水自殺した模様であり、シェリー以外の男の子供を身篭っていた。その20日後の12月30日、シェリーとメアリーはロンドンの教会で結婚する。
1818年、シェリーはメアリーを連れてイタリアに赴き、フィレンツェ、ピサ、ナポリ、ローマなど各地を転々としながらプラトンの『饗宴』を翻訳したり、大作『縛を解かれたプロメテウス』（Prometheus Unbound ）を書き進めた。1821年、イギリス詩人ピーコックの説に反論して書いた『詩の擁護』（A Defence of Poetry ）はシェリーの散文による代表作である。同年に没したキーツの死を哀悼して『アドナイス』（Adonais ）と『ヘラス』（Hellas ）を刊行した。
1822年7月8日、ジェノヴァの造船業者に特注で建造させた帆船エアリアル（Ariel）に乗り、リヴォルノからレーリチへの帰途についた数時間後、ヴィアレッジョ沖で突然の暴風雨に襲われ、船が沈没した。発見されたときは息がないばかりか、身元確認も困難なほど無残な水死体となっていた（後世の絵画ではシェリーが穏やかに永眠する姿が描かれているが、フィクションである）。上着のポケットにはソフォクレス戯曲集とキーツの詩集があったという。疫病の蔓延を恐れた当局の指示で、遺体はヴィアレッジョ郊外の海岸で火葬された。そこにはバイロン卿の姿もあったが、メアリは女性は参列しないという当時のイギリスの慣習を守り、参列しなかった（後世の絵画にはひざまづくメアリの姿が描かれているが、フィクションである）。
シェリーの遺骨はローマのプロテスタント墓地に葬られ、心臓はメアリーとともにイングランド南部のボーンマスにあるセント・ピーター教区教会（The Parish Church of St Peter）敷地内の墓に安置された。ローマの墓石の表面には、Cor Cordium（ラテン語で心の心の意味）とシェリー生前の愛誦句が刻まれた。
Nothing of him that doth fade / But doth suffer a Sea-change / Into something rich and strange
（ウィリアム・シェイクスピア『テンペスト』より）

## 代表作品
- ゴシック中編小説『ザストロッツィ』（Zastrozzi, 1810年）
- ゴシック中編小説『聖アーヴァイン、或いは薔薇十字団員』（St. Irvyne; or, The Rosicrucian, 1811年）
- 思想パンフレット『無神論の必要』（The Necessity of Atheism, 1811年）
- 長詩『女王マッブ』（Queen Mab, 1813年）
- パンフレット『自然食の擁護』（A Vindication of Natural Diet, 1813年）
- 詩集『アラスター、或いは孤独の魂』（Alastor; or, the Spirit of Solitude, 1816年）
- 詩『理想美への讃歌』（Hymn to Intellectual Beauty, 1816年）
- 詩『モンブラン』（Mont Blanc, 1816年）
- 長詩『イスラムの反乱』（The Revolt of Islam, 1818年）
- ソネット『オジマンディアス』（Ozymandias, 1818年）
- 長詩『ロザリンドとヘレン』（Rosalind and Helen, 1818年）
- 長詩『ジュリアンとマッダロ』（Julian and Maddalo, 1818年）
- 詩『ユーゲニア山中にて詠める詩』（Lines Written among the Eugenean Hills, 1818年）
- 詩『ナポリの近くにて、失意の歌』（Stanzas Written in Dejection, near Naples, 1818年）
- 劇『無政府の仮面劇』（The Masque of Anarchy, 1819年）
- 悲劇『チェンチ一族』（The Cenci, 1819年）
- 長詩『西風の賦』または『西風に寄せる歌』（Ode to the West Wind, 1819年）
（末句「冬来たりなば春遠からじ」（"If Winter comes, can Spring be far behind?"が日本では有名）
- 長詩『鎖を解かれたプロメテウス』または『縛を解かれたプロミーシュース』（Prometheus Unbound, 1820年）
- 詩『雲』（The Cloud, 1820年）
- 詩『ひばりに寄せて』（To a Skylark, 1820年）
- 詩『うた』（Song, 1821年）
（エルガー作曲の交響曲第2番に霊感を与える）
- 長詩『エピサイキディオン』（Epipsychidion, 1821年）
- 詩『はにかみ草』（The Sensitive Plant, 1821年）
- 詩『アドネイス』（Adonais, 1821年）
- 評論『詩の擁護』（A Defence of Poetry, 1840年）

## 日本語訳
- 含羞草（ネムリグサ）シエレー（木村鷹太郎訳、武林堂、1907年9月）
- バイロンシエリイ二詩人詩集（正富汪洋訳、目黒書店、1921年）
- シエリー詩集（牛山充訳、聚英閣、1923年）
- 泰西詩人叢書 シェリーの詩論と詩の擁護（横山有策著訳、早稲田泰文社、1923年）
- シヱリーの詩集（松山敏訳、崇文舘書店、1924年6月）
- 詩と恋愛（阿部知二訳、第一書房、1936年）
- 詩のために（織田正信、鍋島能弘訳、東京堂、1943年）
- シエリ詩選（星谷剛一訳、新月社、英米名著叢書、1948年）
- シェリー詩集 第1（抒情詩集）（加瀬正治郎訳、昭森社、1955年）
- チェンチ家 詩劇（小倉武雄訳、一橋書房、1955年）
- 縛を解かれたプロミーシュース（石川重俊訳、岩波文庫、1957年。改版「鎖を解かれたプロメテウス」）
- シェリー詩集（佐藤清訳、アポロン社、1962年）
- シェリー詩集（上田和夫訳、彌生書房「世界の詩」、1967年、のち新潮文庫、改版2008年）
- クイーン・マッブ 革命の哲学詩（高橋規矩訳、文化評論出版社、1972年）
- 人生の凱旋（高橋規矩訳、文化評論出版社、1972年）
- さまよえるユダヤ人 翻訳と研究（高橋規矩著、溪水社、1990年2月）
- シェリー散文集 詩と愛と生命と（高橋規矩訳、渓水社、1991年5月）
- シェリー詩集 ジュリアンとマッダロー、ヘラス、他（高橋規矩訳、渓水社、1992年10月）
- 飛び立つ鷲 シェリー初期散文集（阿部美春ほか訳、南雲堂、1994年1月）
- 解き放たれたプロミーシュース（田中宏、古我正和共訳、大阪教育図書、2000年1月）
- シェリー抒情詩集（床尾辰男訳、創芸出版、2006年9月）
- 対訳 シェリー詩集（アルヴィ宮本なほ子編、岩波文庫、2013年1月）
- 鷲と蛇の闘い シェリー中期散文集（シェリー研究会訳、南雲堂、2016年12月）
- プロミーシュース解放およびその他の詩集（原田博訳、音羽書房鶴見書店、2017年10月）
- チェンチ一族 五幕から成る悲劇（藤田幸広訳、音羽書房鶴見書店、2018年5月）
- レイオンとシスナ（原田博訳、音羽書房鶴見書店、2022年5月）
- 太陽に挑む鷲　シェリー後期散文集（上野和廣・白石治恵監訳、南雲堂、2024年8月）

## 備考
後妻メアリー・シェリーは『フランケンシュタイン』の作者であり、駆け落ちの時期にディオダティ荘の怪奇談義においてシェリーやバイロンらと人造生命の可能性について語り合ったことが同作の着想のきっかけとなっている。SF作家アイザック・アシモフは短編集『ロボットの時代』において、後世にシェリーの名声が詩人愛好家や知識人階級に留まっているのに対して、アマチュア作家の妻メアリーの作品が古典のひとつとなってしまったことを、「作家の悪夢」と評している。

## 伝記・参考
- アーネスト・ダウデン "The Life of Percy Bysshe Shelley"
- ジョン・オルディントン・シモンズ "Shelley"
- N.I.White "Shelley"
- アンドレ・モーロワ 『シェリィの生涯』（山室静訳.ダヴィッド社、1955年）
- エドマンド・ブランデン "Shelley"（1946年）
- シェリィ（矢野禾積、研究社 英米文学評伝叢書、1937年）
- シェリー（佐藤清、世界評論社 世界文学はんどぶっく、1949年）
- シェリィー 愛と詩の生涯（荻田庄五郎 国際出版、1949年）
- 燃える泉 シェリーと英詩の伝統（鈴木弘 北星堂書店、1971年）
- シェリー研究（高橋規矩 桐原書店、1981年5月）
- シェリーの世界 詩と「改革」のレトリック（坂口周作、金星堂、1986年3月）
- 地と天は裂けて シェリ作品研究（山田知良、英宝社、1996年3月）
- 飛翔する夢と現実 21世紀のシェリー論集（日本シェリー研究センター編、英宝社、2007年12月）